# مظفر اوزدمیر
مظفر اوزدمیر (ترکی استانبولی: Muzaffer Özdemir؛ زادهٔ ۱ ژانویهٔ ۱۹۵۷)، بازیگر سینمای اهل ترکیه است.
از فیلم‌ها یا برنامه‌های تلویزیونی که وی در آن نقش داشته‌است می‌توان به اوزاک، ابرهای می، و سیاه و سفید اشاره کرد.

## جوایز
- بهترین بازیگر نقش اول مرد در جشنواره فیلم کن (۲۰۰۳)